# 石坂友里
石坂 友里（いしざか ゆり、1988年4月25日 - ）は東京都出身のファッションモデル、女優。所属事務所はビーナチュラル。日本大学芸術学部卒業。

## 人物・経歴
- 趣味はビーズで何か作ること。特技は書道、水泳。
- 東京都の中学校在学中の2001年から「'01美少女モデル」として週刊朝日2001年9月21日号の表紙を飾ったのがきっかけでモデルを始め、2002年には海外の雑誌にも参加した。
- Brown Eyes『가지마 가지마(カジマカジマ/行かないで行かないで)』PVでは、韓国ドラマ「太王四神記」でタムドクの子役として一躍有名になったユ・スンホと共演。以降、活躍の場を韓国に広げる。
- ハングル表記：이시자카 유리
- その他、様々なメディアで活躍中。

## 出演

### 映画
- 森崎書店の日々（2010年、日向朝子監督）
- ひとつの歌（2012年、杉田協士監督、第24回東京国際映画祭・日本映画ある視点部門ノミネート作品、2012年10月ユーロスペースにて公開）
- 水の足跡 (2013年、金子雅和監督）
- 螺旋銀河 (2014年、草野なつか監督） - 澤井綾 役
- 沈黙 -サイレンス-（2016年、マーティン・スコセッシ監督） - タエ 役

### CM
- キヤノン デジタルカメラDIGIC
- トンボ鉛筆 『企業イメージ篇』　（3大広告賞受賞作品）
- 日本コカ・コーラ ミニッツメイド 『ワタシ咲く篇』
- LGテレコム 『CAN U』(2009年・韓国)
- 花王 アジエンス　『1.5倍の可能性篇』(2009年)
- 日本マクドナルド  朝マック『Living篇』(2009年)
- 花畑牧場 プレミアムバニラアイスクリーム (2010年)
- サンリオ『2011クリスマス なかよくをおくろう』(2011年)
- フィラデルフィア・クリームチーズ『天使のカード篇』(2012年)
- CANON powershots100 『in love with the night』（2012年・台湾)
- 桂格青木瓜（2012年・台湾)
- FANCL カロリミット『カロリミット 女性篇』（2012年)
- サントリー オランジーナ『乗り遅れたムッシュ篇』（2014年）

### PV
- SHAKALABBITS 『Ladybug』（2005年）
- 森山直太朗 『太陽のにほひ』(2008年)
- the ARROWS 『さよならミュージック』(2008年)
- Brown Eyes『行かないで行かないで』(2008年・韓国)
- キマグレン『天国の郵便ポスト』（2009年3月4日）
- サンボマスター『ラブソング』(2009年11月18日)
- BROWNEYED SOUL『LOVE BALLAD』(2010年・韓国)
- スピッツ『つぐみ』（2010年6月23日）
- 蜜『雨の中のキッス』(2012年)
- john-Hoon『ORION』(2012年)
- 天才バンド『君が誰かの彼女になりくさっても』(2014年)
- 向井太一『Siren』(2018年)

### 広告
- 資生堂 DTX
- アディダス
- デミコスメティック
- 京都市田着物
- 明光義塾
- 花王 ビオレ毛穴すっきりパック
- GLOBAL WORK

### 雑誌
- 装苑
- non-no
- MEN'S NON-NO
- GINZA
- PS
- 花椿
- 週刊朝日（表紙）
- MyBirthday
- CG WORLD(表紙)